# Takahiro Yamamoto
Takahiro Yamamoto (12 de julio de 1978) es un jugador de voleibol retirado de Japón, que fue uno de los jugadores clave en el equipo nacional masculino de voleibol de Japón en la década de 2000. A nivel de club, solo jugó para Panasonic Panthers. [cita requerida] Yamamoto juega como atacante lateral y fue nombrado Mejor Anotador y Mejor Servidor en el Torneo de Clasificación Olímpica de 2008.

## Títulos
- 2001 Liga Mundial FIVB - 9.º lugar.
- Copa Mundial de Grandes Campeones 2001 - 5.º lugar
- 2002 Liga Mundial FIVB - 13.er lugar.
- Campeonato Mundial de 2002 - 9.º lugar.
- 2003 Liga Mundial FIVB - 13.er lugar.
- Copa del Mundo FIVB 2003 - 9.º lugar.
- 2004 Liga Mundial FIVB - 10.º  lugar.
- Campeonato Mundial 2006 - 8.º lugar.
- Torneo de Clasificación Olímpica 2008 - 2.º lugar (clasificado).

## Distinciones individuales
- Copa del Mundo FIVB 2003 - Jugador Más Valioso
- Copa del Mundo FIVB 2003 - Mejor anotador